# Gong Zhichao
Dans ce nom chinois, le nom de famille, Gong, précède le nom personnel.
Gong Zhichao, parfois écrit Gong Zhi Chao (en chinois simplifié : 龚智超), est une ancienne joueuse chinoise de badminton, championne olympique en 2000 à Sydney.
Elle a gagné plusieurs des plus grands tournois du circuit, notamment le prestigieux Open d'Angleterre en 2000 et en 2001.
Gong Zhichao est entrée en 2012 au Hall of Fame du badminton (en).

## Carrière

### Jeux olympiques
Gong Zhichao remporte le tournoi olympique de badminton à Sydney en 2000. Pour cela elle bat Ye Zhaoying et Dai Yun, deux compatriotes, en quart et en demi-finale, avant de s'imposer en finale contre la danoise Camilla Martin sur le score de 13-10 / 11-3.
C'est sa seule participation aux Jeux olympiques.

### Grands championnats
Championnats du monde
Gong Zhichao n'a jamais été championne du monde. Elle fut médaillée d'argent en 1997, seulement neuvième en 1999 et médaille de bronze en 2001.
Jeux d'Asie
Aux Jeux d'Asie de 1998, elle remporte une médaille d'argent après sa défaite en finale contre la Japonaise Kanako Yonekura.
Championnats d'Asie
Gong Zhichao a remporté les trois couleurs de médailles aux Championnats d'Asie de badminton : l'or en 1996, l'argent en 1998 et le bronze en 1999.

### Par équipes
Avec l'équipe chinoise, Gong Zhichao remporte l'Uber Cup à deux reprises, en 1998 et en 2000.

### Tournois
| Année | Compétition           | Résultat  |
| ----- | --------------------- | --------- |
| 1996  | Open du Danemark      | Vainqueur |
| 1997  | Open du Japon         | Finaliste |
| 1997  | Open de Suède         | Vainqueur |
| 1997  | Open de Chine         | Vainqueur |
| 1997  | Open d'Angleterre     | Finaliste |
| 1998  | Open de Suède         | Finaliste |
| 1998  | Open du Japon         | Vainqueur |
| 1998  | Open d'Angleterre     | 3e        |
| 1999  | Open de Chine         | 3e        |
| 1999  | Open du Japon         | Finaliste |
| 2000  | Open de Thaïlande     | 3e        |
| 2000  | Open de Malaisie      | Vainqueur |
| 2000  | Open d'Angleterre     | Vainqueur |
| 2000  | Masters de Copenhague | Vainqueur |
| 2000  | Open du Japon         | Vainqueur |
| 2001  | Open de Chine         | 3e        |
| 2001  | Open d'Angleterre     | Vainqueur |